# One Off (OAV)
One Off (わんおふ?, Wan Ofu) è una serie di due OAV diretti da Jun'ichi Satō e prodotti dalla TYO Animations nel 2012. L'annuncio della serie è stato dato dal regista sul proprio account twitter il 15 marzo 2012.

## Personaggi e doppiatori
- Eri Kitamura: Rie Maezono
- Saori Gotō: Haruno Shiozaki
- Saori Hayami: Sayo Kaburagi
- Sayuri Yahagi: Anri Bessho
- Yū Kobayashi: Cynthia B. Rogers